# كليموف في كيه 1

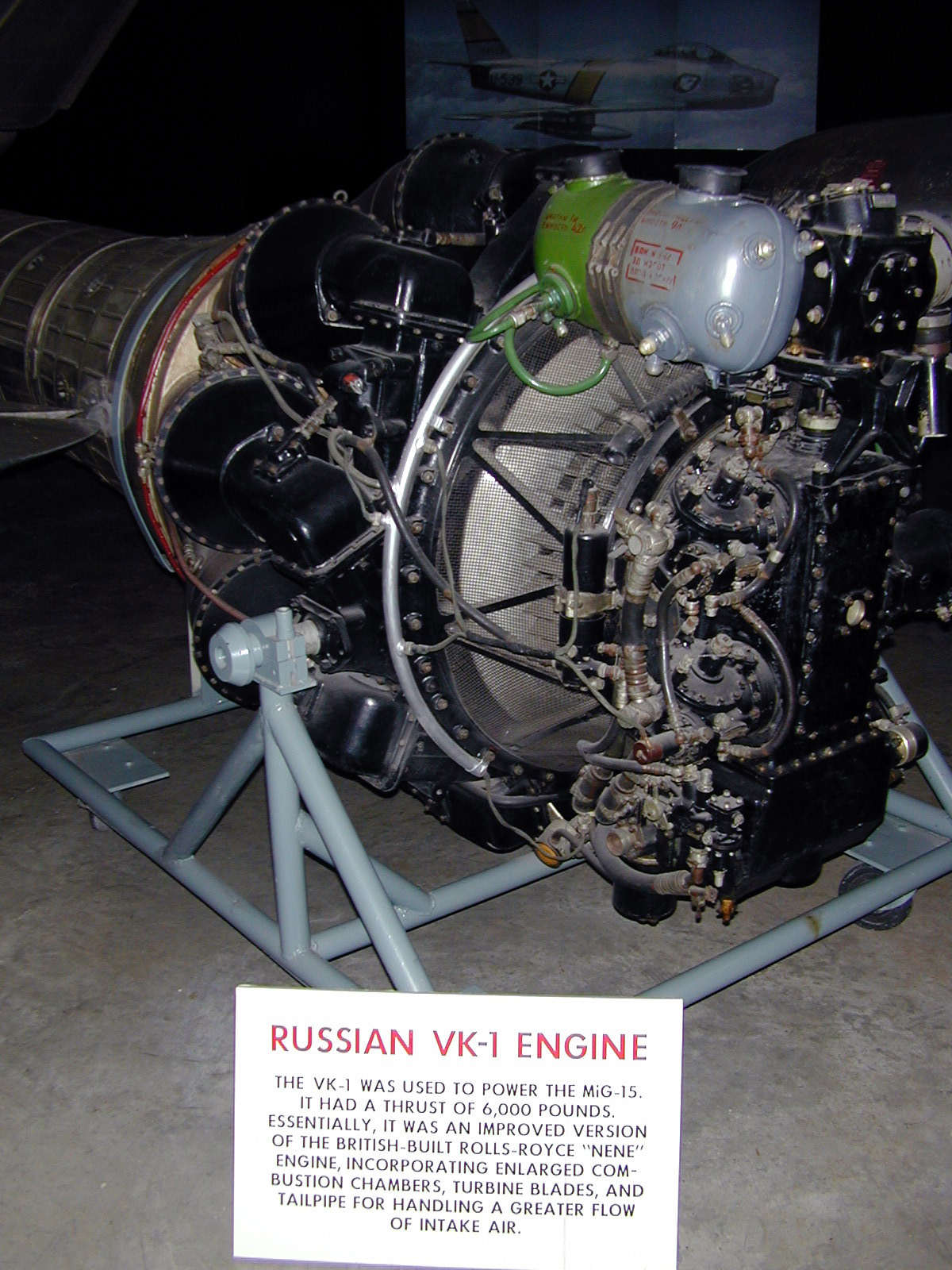
محرك الكليموف

كليموف في.كيه-1 (روسية: Климов РД-45) هو أول محرك نفاث سوفييتي يتم إنتاجه على نطاق واسع. تم تطويره بمعرفة فلاديمير كليموف وأنتج لأول مرة بواسطة صناعات GAZ 116. تم اشتقاق هذا المحرك من محرك رولز رويس نين والذي تم بيعه بواسطة المملكة المتحدة للإتحاد السوفييتي كبادرة حسن نية والتي أعتبرت بعد ذلك خطوة خاطئة من القوى العسكرية الغربية.

## التطوير
بعد الحرب العالمية الثانية مباشرة، أنتجت المصانع الحربية في الاتحاد السوفييتي نسخا من المحركات الألمانية يونكرز وبى.ام.دبليو 003 والذين كانوا محركات متقدمة ولكن كانت تنقصهم صفة هامة وهي الصمود مع الزمن أو طول العمر وكان ذلك بسبب عدم تقدم علم تشكيل المعادن بالشكل الكافي في ذلك الوقت. لكن في عام 1946 أي قبل البداية الفعلية للحرب الباردة سمحت حكومة حزب العمال البريطانية بقيادة رئيس الوزراء البريطاني «كليمنت أتلي» لشركة رولز رويس بتصدير 40 محرك نين. في عام 1958 اكتشف «ويتني سترايت» خلال زيارة لبيكين وهو أحد أعضاء مجلس إدارة شركة رولز رويس أن المحرك تم نسخه بدون إذن وتم استخدامه في الميج 15 «فاجوت». أولا تم نسخه تحت اسم أر.دى-45 "RD-45" ثم بعد بعض الصعوبات في تشكيل المعدن اضطر السوفييت إلى تطوير نسخة أفضل منه ثم دخل خطوط الإنتاج تحت اسم كليموف في.كيه-1. حاولت رولز رويس بعد ذلك أن تحصل على تعويض قدره 207 مليون جنيه استرليني حماية لحقوقها دون أي نجاح.

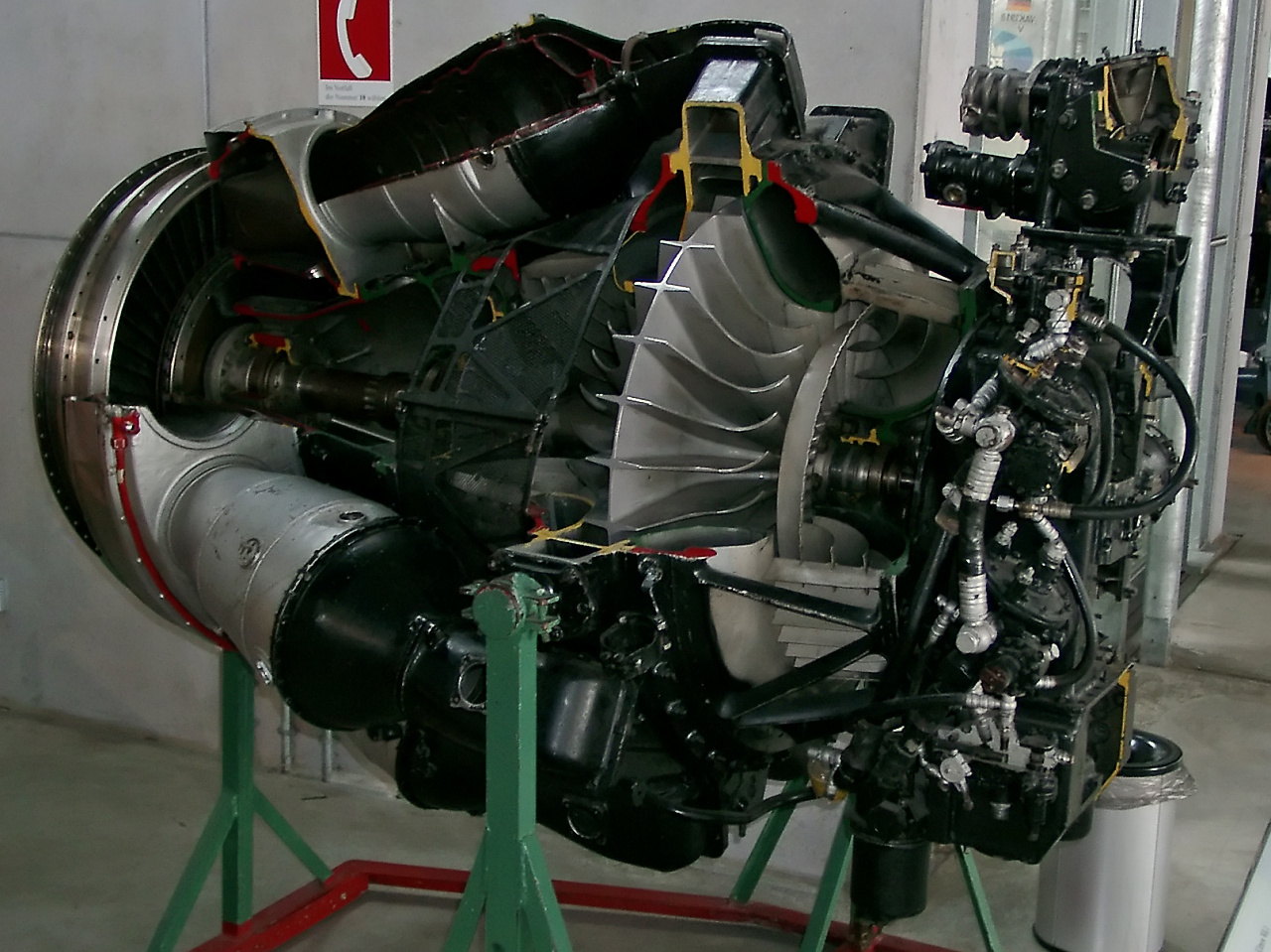
قطاع في محرك الكليموف

على الرغم من أن المحرك أر.دى-45 بسيط نسبيا إلا أنه شكل بعض الصعوبة نتيجة لحداثة تعامل السوفييت مع المحركات النفاثة. لكن فيما بعد تم تطويره لإنتاج ال في.كيه-1 والذي أختلف عن المحرك نين في أن غرف الاحتراق الداخلي فيه أكبر، توربينة أكبر وعدد من التعديلات لسريان الهواء داخل المحرك. كما أضيف عليه غرفة احتراق مساعدة.

## الاستخدام
استخدم الكليموف في.كيه-1 في الميج 15 «فاجوت» والميج 17 «فريسكو» كما استخدم أيضا في الطائرة الياشين-28 «بيجيل».
استخدم في المحرك مكبس طرد مركزي وليس كمحركات السريان المحوري الألمانية مما تتطلب أن يكون جسم الطائرة أكثر سمكا من الطائرات التي تحتوي على مكبس سريان محوري.

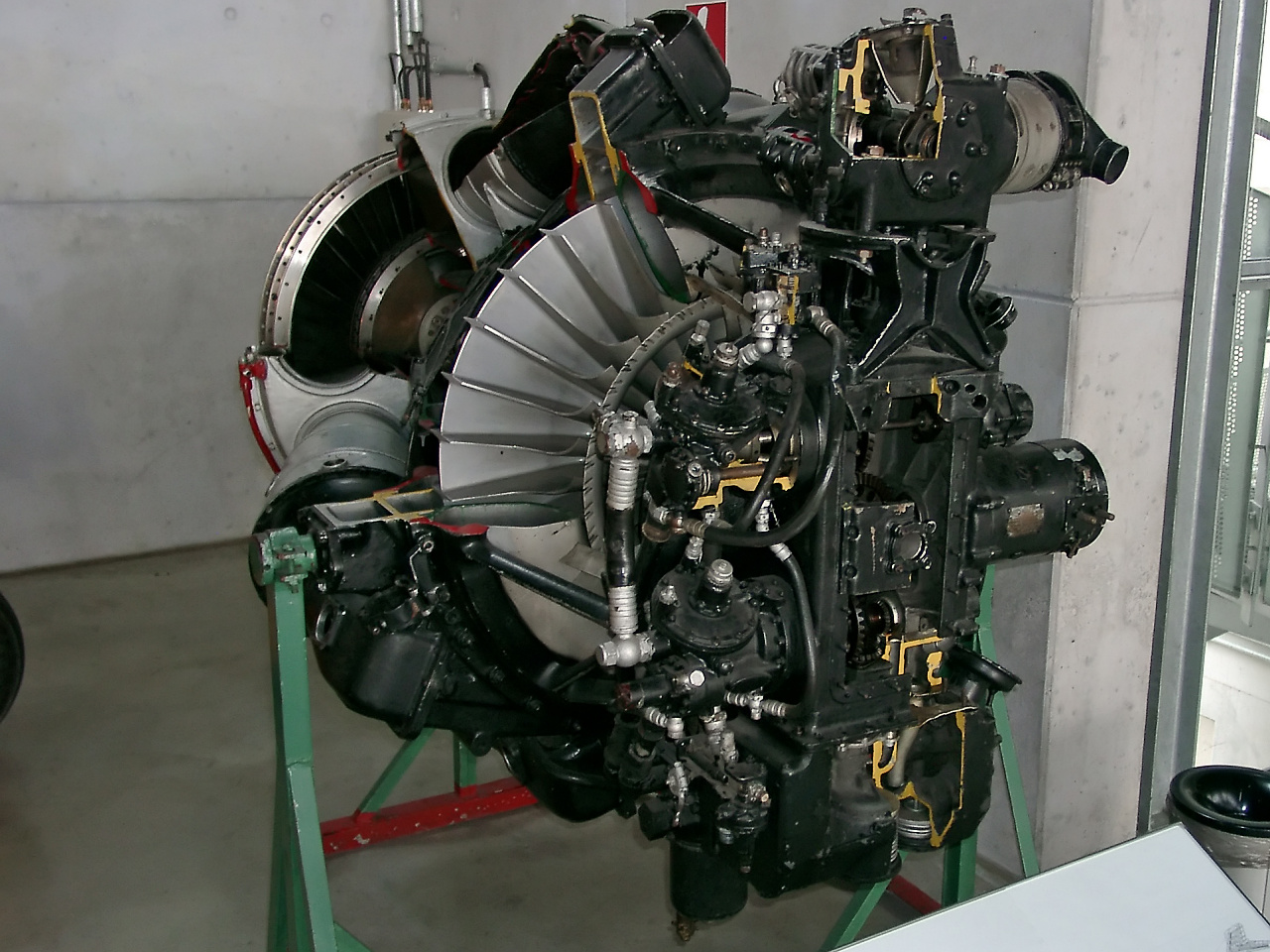
قطاع في محرك الكليموف

## المواصفات (في.كيه-1)

### الصفات العامة
- النوع: محرك نفاث.
- الطول: 2600 مم.القطر: 1300 مم.
- الوزن الجاف: 827 كجم.

### المكونات
- المكبس: مكبس طرد مركزي.

### الأداء
- الدفع: 26.5 كيلو نيوتن.
- استهلاك الوقود: 109.1 كجم/ (كيلو نيوتن x الساعة).
- نسبة الدفع إلى الوزن: 41.4 نيوتن/كجم. (1:4.27)

## قوائم ذات صلة
- قائمة محركات الطائرات